# Oszukane serce
Oszukane serce – amerykański dramat obyczajowy z 1994 roku oparty na faktach.

## Główne role
- Gregory Harrison - Bruce Kellogg
- Jennie Garth - Laurie Kellogg
- Steven Keats - Peter Orville
- Francis Guinan - Dennis Bender
- T.C. Warner - Nicole Pappas
- Robin Frates - Marlene
- Alexis Arquette - Denver McDowell
- Sharon Spelman - Linda Francis
- Jeff Doucette - Ed Francis
- Virginya Keehne - Kristi Mullins
- Gina Philips - Alicia
- Phil Buckman - Chuck Sebelist

## Fabuła
Mając 16 lat Laurie spotkała i zakochała się w 31-letnim Bruce Kelloggu. Szybko się do niego wprowadziła nie wiedząc, że jej ojczym w rzeczywistości sprzedał mu ją za 500 dolarów. Początkowo żyli sobie szczęśliwie, ale to szybko mija, gdyż Bruce ma obsesję na punkcie młodych panien. Naiwna Laurie nie zauważa niczego i robi wszystko, by sprawić mu przyjemność. Bruce staje się coraz bardziej agresywny i zaczyna ją bić. Kobieta ostatecznie namawia swoich nastoletnich przyjaciół, by zabili jej męża. Po popełnieniu zbrodni, Laurie zostaje oskarżona o morderstwo. Od tej pory musi udowodnić przed sądem, że była ofiarą domowej przemocy.